# 单花帚菊
单花帚菊（学名：Pertya uniflora）为菊科帚菊属的植物，是中国的特有植物。分布于中国大陆的甘肃等地，生长于海拔1,900米至2,100米的地区，常生于山坡灌丛中，目前尚未由人工引种栽培。